# مولینا ۹۶۸۰
سیارک ۹۶۸۰ (به انگلیسی: 9680 Molina، نامگذاری:3557P-L) نه هزار و ششصد و هشتادمین سیارک کشف شده‌است که در ۲۲ اکتبر ۱۹۶۰ کشف شد.
قدر مطلق سیارک برابر ۱۴٫۱۰ است.